# Estació de Foc
Foc és una estació del metro de Barcelona on s'aturen trens de la L10 Sud. Se situa al passeig de la Zona Franca, a l'altura del carrer del Foc i propera al carrer del Cisell; i compta amb ascensors i escales mecàniques.
Forma part del tram 2 de la L9/L10 (ZAL | Riu Vell – Zona Universitària). L'estrena era prevista l'any 2007, però es va retardar —primer per canvis en el sistema constructiu i després per problemes de finançament. Finalment, l'estació obrí les portes el 8 de setembre de 2018, juntament amb l'estació de Foneria, un cop acabades les obres i proves. Hi ha, també, un projecte per fer-hi passar la L2, sense dates compromeses.

## Serveis ferroviaris
| Metro de Barcelona             |             |       |             |                        |
| Procedència/Destinació         | <           | Línia | >           | Procedència/Destinació |
| Zal \| Riu Vell                | Zona Franca |       | Foneria     | Collblanc              |
| Projectat                      |             |       |             |                        |
| Aeroport T1                    | Fira        |       | La Foixarda | Badalona Pompeu Fabra  |
| Pratenc                        | Motors      |       | Foneria     | Gorg                   |
| Font ampliació: PDI 2009-2018. |             |       |             |                        |

## Galeria d'imatges

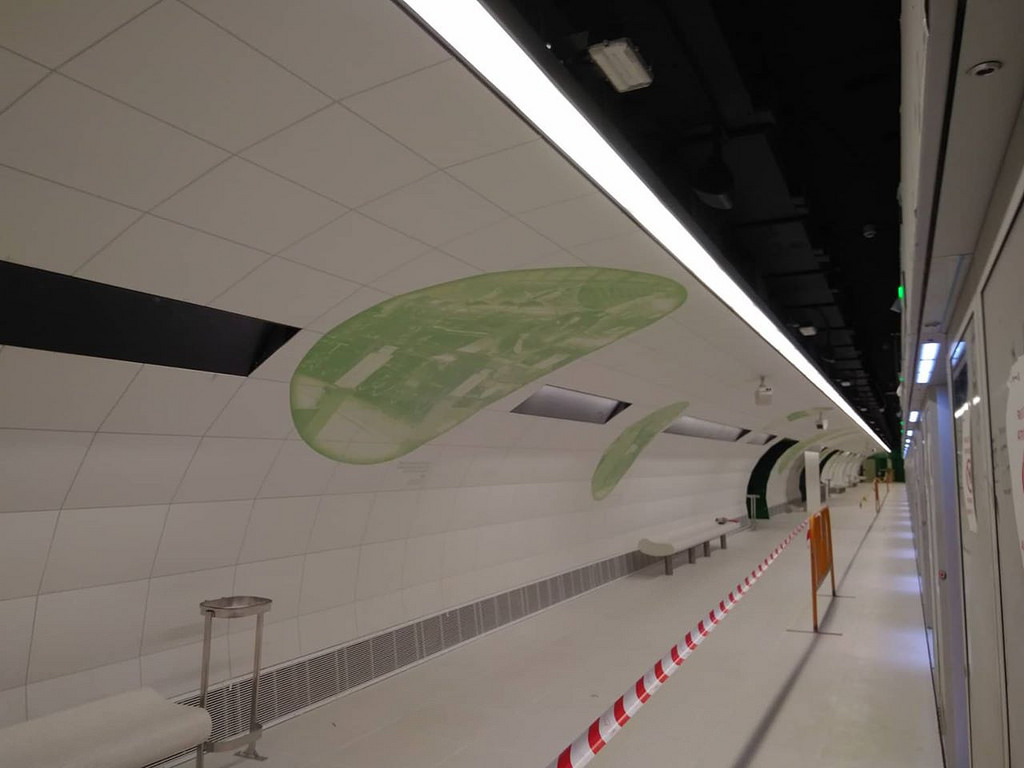
L'estació en obres
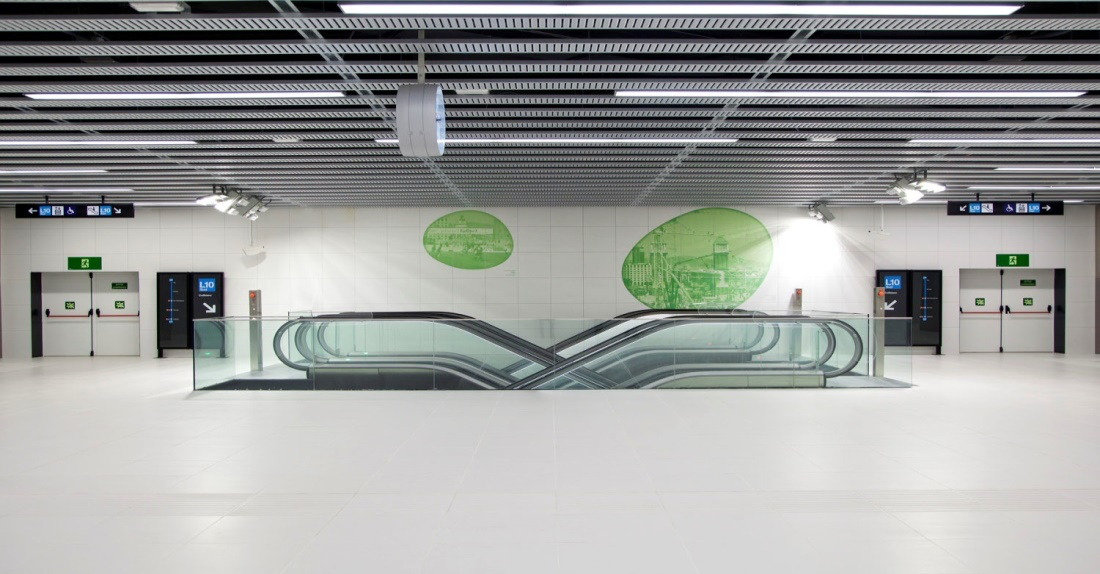
Vista general del vestíbul
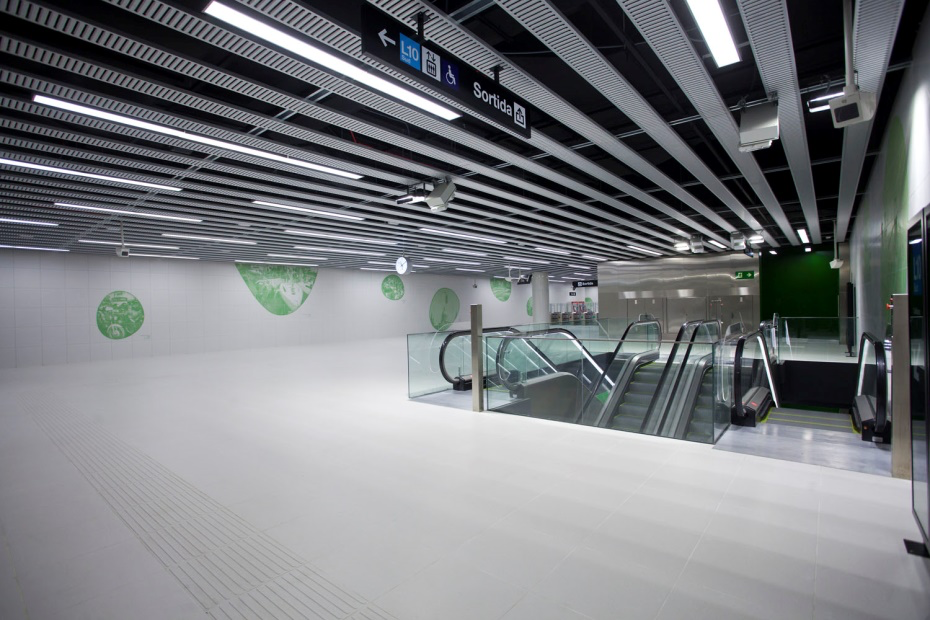
Escales mecàniques que comuniquen el vestíbul amb les andanes
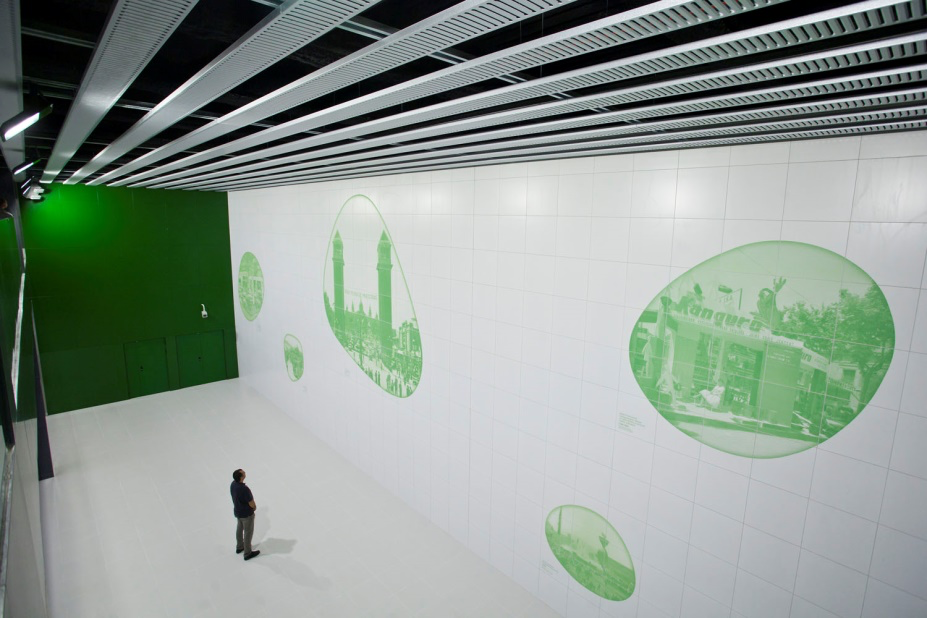
Sala d'exposicions situada al costat de les escales mecàniques